# 田氏角石
田氏角石（學名：Tienoceras）是一屬已滅絕的鸚鵡螺類。生存在二疊紀的海洋中。牠們的化石分布於中國湖南。其名稱是來自於對湖南地層及古生物供獻很多的田奇瑞教授。
本屬在直角石目中的地位尚未確定。